# فیلیسور
فیلیسور (به انگلیسی: Filisur) یک روستای آلپ و شهرداری سابق در ناحیه آلبولا در کانتون گراوبوندن در سوئیس است. این روستا در دامنه تپه ای با منظره ای به سمت غرب قرار دارد که در آن دو رودخانه آلبولا/آلورا از گذرگاه آلبولا و لندواسر از داووس به هم می رسند. در ۱ ژانویه ۲۰۱۸، شهرداری‌های سابق برگون/براوون و فیلیسور در شهرداری جدید برگون فیلیسور ادغام شدند.